# La Besseyre-Saint-Mary
La Besseyre-Saint-Mary là một xã thuộc tỉnh Haute-Loire nam trung bộ nước Pháp. Xã La Besseyre-Saint-Mary nằm ở khu vực có độ cao trung bình 1030 mét trên mực nước biển.